# Râul La Izbașe
Râul La Izbașe este un curs de apă, afluent al râului Cireș. 